# Хміль звичайний
Хміль звичайний (Humulus lupulus) — вид багаторічних трав'янистих рослин родини коноплевих.

## Опис рослини
Стебло витке, гранчасте, горбкувато-шорстке, 3—6 м завдовжки.
Листки черешкові, супротивні, зверху темно-зелені, гострогорбкувато-шорсткі, зісподу блідіші, з жовтими залозками і розсіяними волосками по жилках; нижні листки округлі або яйцеподібні, з серцеподібною основою, лапчасто-З-5-лопатеві або надрізані, з яйцеподібними, загостреними, великопилчастими лопатями, верхні — цілі і на гілках з жіночими суцвіттями чергові.
Квітки одностатеві, дводомні, в дихазіях, зібраних у чоловічих особин волотюватими, а в жіночих — головчастими колосоподібними суцвіттями; жіночі колоси яйцеподібні або видовжені, ясно-зелені, 2—3 см завдовжки, на ніжках, одиничні або частіше зібрані гроном, пониклі або звислі. Оцвітина чоловічих квіток жовтувато-зелена, п'ятироздільна, з видовженими відстовбурченими або відігнутими частками. Оцвітина жіночих квіток малопомітна, дзвоникувата, після цвітіння однобічно-плівчасто-розросла і основою охоплює плід, з яким разом і опадає.
Плід — яйцеподібний стиснений, білувато-сірий, по краю кілюватий горішок. Цвіте з червня до серпня, плоди дозрівають у вересні.

## Поширення
| Обсяги виробництва хмелю в тоннах. Дані за 2007рік |        |         |
| Німеччина                                          | 28600  | 24,89 % |
| США                                                | 27330  | 23,79 % |
| Ефіопія                                            | 25000  | 21,76 % |
| КНР                                                | 10000  | 8,70 %  |
| Чехія                                              | 5600   | 4,87 %  |
| Польща                                             | 3100   | 2,70 %  |
| Словенія                                           | 2157   | 1,88 %  |
| Південна Корея                                     | 1900   | 1,65 %  |
| Інші країни                                        | 11199  | 9,75 %  |
| Загальний                                          | 114886 | 100 %   |

Хміль звичайний росте по всій території України на більш-менш вологих місцях, по берегах боліт, на узліссях, серед чагарників. У спеціалізованих господарствах, переважно в північній частині України, його культивують як технічну рослину.

## Заготівля і зберігання
Для медичних потреб використовують жіночі суцвіття — «шишки» (лат. Strobuli Humuli lupuli, синонім — лат. Strobuli Lupuli) і лупулін (лат. Lupulinum, синонім —лат. Glandulae Lupuli). Останній являє собою залозки у вигляді ясно-жовтого порошку, що міститься на внутрішній поверхні лусочок жіночих суцвіть — «шишок». Ці залозки, які називаються ще хмельовим борошном, на час вистигання плодів легко осипаються.
Супліддя «шишки» заготовляють у середині серпня, коли вони набувають зеленаво-жовтого забарвлення (пізніше вони стають буруватими, сухими і після сушіння розсипаються), зриваючи їх разом з плодоніжками руками, і швидко сушать у затінку на вільному повітрі, розстеливши тонким шаром на папері чи тканині (або в спеціальних хмелесушарнях). Сухих суплідь виходить 20 %. Готову сировину пакують у паперові мішки і зберігають у сухих прохолодних приміщеннях.

## Хімічний склад
«Шишки» хмелю містять ефірну олію (0,2—1,7 %), від 5 до 20 % гірких речовин (гумулон, лупулон та ін.), холін, аспарагін, органічні кислоти (валеріанова, ізовалеріанова, р-амінобензойна), лейкоантоціанідини та естрогеннодіючі речовини.
Лупулін містить ефірну олію (1 — 3 %), гіркі (близько 5 %) і смолисті (50—70 %) речовини, жовтий пігмент, холін, гіпоксантин, аденін, дитерпен когумулон, цератинову й ізопропілакрилову кислоти та алкалоїдоподібну речовину з наркотичною дією. У складі ефірної олії є сесквітерпен гумулен (15—20 %), сесквітерпеновий спирт лупаренол, кетон лупарон, від 30 до 50 % аліфатичних терпенів (мірцен, фарнезен та ін.), складні ефіри спирту мірцєнолу (30—40 %), аліфатичні терпенові спирти гераніол і ліналоол та лупанон-феноловий ефір, який при гідролізі дає ізовалеріанову кислоту і фенол.

## Фармакологічні властивості і використання
Галенові препарати хмелю заспокоюють нервову систему, підвищують діурез, мають протизапальні, противиразкові, капілярозміцнюючі, гіпосенсибілізуючі і болетамувальні властивості, регулюють жировий, мінеральний і водний обмін в організмі, збуджують апетит і поліпшують травлення, активно впливають на процеси регенерації в епідермісі шкіри, в слизових оболонках, покращують життєдіяльність волосяних цибулин, виявляють бактерицидну й фунгіцидну дію, мають естрогенну активність.
Прописують їх у разі безсоння, нервового виснаження, вегетосудинної дистонії, клімактеричних розладів, аменореї, гіпоменструального синдрому на ґрунті естрогенної недостатності яєчників, альгодисменореї та гіпергалактії (для припинення лактації). Позитивний терапевтичний ефект спостерігається й при лікуванні пієлонефриту і циститу (особливо при поєднанні хмелю з іншими лікарськими рослинами), при хворобах печінки, що супроводяться жовтяницею, й селезінки (як болезаспокійливий засіб).
У народній медицині, крім того, препарати хмелю з успіхом застосовують як засіб, що поліпшує серцево-судинну діяльність, особливо при міокардиті, як гіркий ароматичний засіб для підвищення апетиту й поліпшення травлення, при нирковокам'яній хворобі, простатиті, скрофульозі, виразці гомілки (в останньому випадку терапевтичний ефект можна посилити одночасним місцевим застосуванням настою «шишок» у вигляді вологих компресів).
«Шишки» хмелю входять до складу інгредієнтів для приготування заспокійливого чаю.
Спиртовий екстракт «шишок» хмелю є складовою частиною препарату уролесану, ефірна олія — валокордину.
Використовують хміль і як зовнішній засіб. Мазь вживається для лікування болісних виразок, які погано загоюються, лишаїв, раку шкіри, при ревматизмі, різних захворюваннях суглобів та при забоях. Настій «шишок» застосовують для компресів на забиті місця і при надмірній жирності шкіри, для миття голови при облисінні.
«Шишки» хмелю використовують і в гомеопатії.

### У харчуванні
Молоді підземні пагони вживають напровесні замість спаржі та цвітної капусти. Їх трохи відварюють у солоній воді, обсмажують, додаючи різних приправ на смак.